# Glypturus laurae
Glypturus laurae is een tienpotigensoort uit de familie van de Callianassidae. De wetenschappelijke naam van de soort is voor het eerst geldig gepubliceerd in 1984 door de Saint Laurent.